# Gabriel Silva (cyclisme)
Pour les articles homonymes, voir Gabriel Silva et Silva.
Gabriel Machado da Silva, né le 6 mai 1997, à Chapecó, est un coureur cycliste brésilien.

## Biographie
Gabriel Silva commence à se consacrer au cyclisme en 2014. 
En 2015, il devient champion du Brésil de la course aux points dans la catégorie des juniors (moins de 19 ans). En novembre 2016, il termine seizième du Tour du lac Taihu, alors qu'il est stagiaire chez Funvic Soul Cycles-Carrefour. Il passe ensuite professionnel en 2017 dans cette équipe, renommée Soul Brasil. 
En 2018, il redescend chez les amateurs en intégrant le club basque Grupo Eulen,. Bon grimpeur, il se distingue sous les couleurs de ce dernier en obtenant diverses places d'honneur. En 2019, il court de nouveau en Espagne au sein du club galicien Cortizo-Anova. Il devient par ailleurs champion du Brésil du contre-la-montre chez les espoirs (moins de 19 ans).

## Palmarès et résultats

### Palmarès par année
- 2015
  -  Champion du Brésil de course aux points juniors
  - 1re étape du Tour do Contestado
- 2016
  - 3e du Tour de Santa Catarina
- 2017
  - Desafio da Serra do Rio do Rastro[9]
  - 2e étape du Tour du Goiás
  - 2e du championnat du Brésil du contre-la-montre espoirs
  - 3e du championnat du Brésil sur route espoirs
- 2018
  - Tour de Guarulhos :
    - Classement général
    - 3e et 4e étapes

  - 3e du Laukizko Udala Saria
  - 3e de la Subida a Gorla
  - 3e du championnat du Brésil du contre-la-montre espoirs
  - 3e du championnat du Brésil sur route espoirs
- 2019
  -  Champion du Brésil du contre-la-montre espoirs

### Classements mondiaux
| Année            | 2017 | 2018 | 2019 |
| ---------------- | ---- | ---- | ---- |
| UCI America Tour | 372e | 372e | 401e |